# Eriocaulon afzelianum
Eriocaulon afzelianum är en gräsväxtart som beskrevs av Johan Emanuel Wikström och Friedrich August Körnicke. Eriocaulon afzelianum ingår i släktet Eriocaulon och familjen Eriocaulaceae. Inga underarter finns listade i Catalogue of Life.